# Schronisko pod Studnią
Schronisko pod Studnią, Schronisko w Złotym Potoku III – jaskinia we wsi Siedlec w województwie śląskim, w powiecie częstochowskim, w gminie Janów. Znajduje się w skałach Osiedla Wały na prawym brzegu Doliny Wiercicy. Pod względem geograficznym jest to obszar Wyżyny Częstochowskiej wchodzący w skład Wyżyny Krakowsko-Częstochowskiej.

## Opis obiektu
Jaskinia znajduje się na wzgórzu po przeciwnej stronie wjazdu do Pstrągarni w Złotym Potoku. Poniżej Osiedla Wały jest tutaj kilka wysokich skał wapiennych. Otwór Jaskini znajduje się u zachodniej podstawy najbardziej na północ wysuniętego filara skały, która przez wspinaczy skalnych nazwana została Skałą na Studni.
Nieregularny otwór schroniska ma szerokość 1,5 m i wysokość 1,7 m. Znajdująca się za nim komora ma szerokość do 3,5 m, a jej dno lekko opada w głąb skały. W końcowej części strop komory obniża się do 0,6 m.
Schronisko powstało w późnojurajskich twardych wapieniach skalistych. Jest suche i w całości widne. Jego namulisko przy otworze jest próchniczne, w głębi piaszczysto-lessowe. W lepiej oświetlonych miejscach przy otworze rozwijają się glony, porosty i mchy. Zwierząt nie obserwowano.

## Historia poznania i dokumentacji
Schronisko było znane od dawna. Po raz pierwszy opisał je Kazimierz Kowalski w 1951 r., nadając mu nazwę Schronisko w Złotym Potoku III. Obecną dokumentację i plan jaskini sporządził M. Czepiel w kwietniu 2009 r.
W Skale na Studni są jeszcze dwie inne jaskinie: Schronisko za Studnią i Studnia w Osiedlu Wały. Od 1957 r. skała ta wraz z sąsiednimi skałami znajduje się na obszarze rezerwatu przyrody Parkowe.

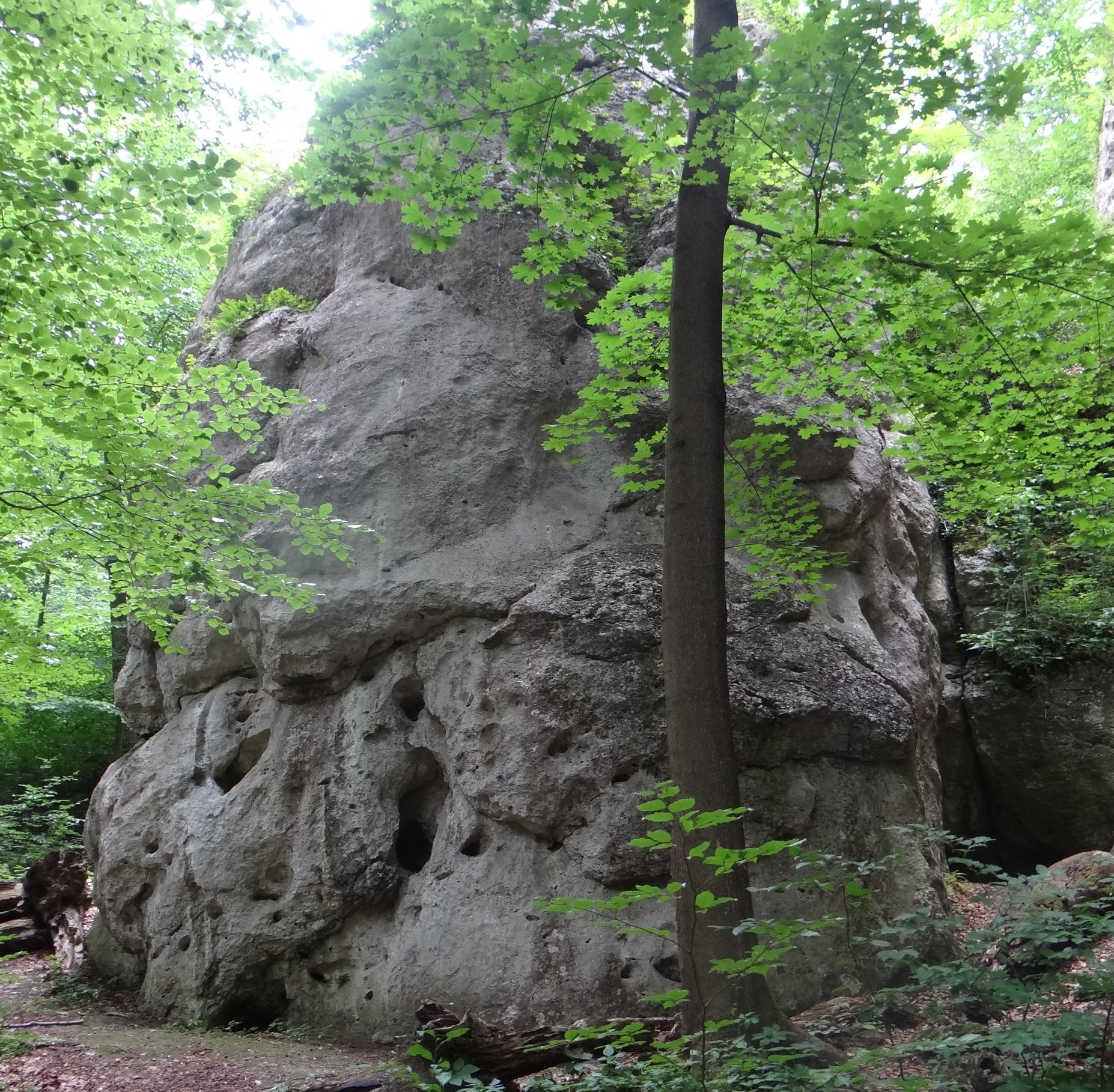
Otwór po prawej stronie podstawy Skały na Studni
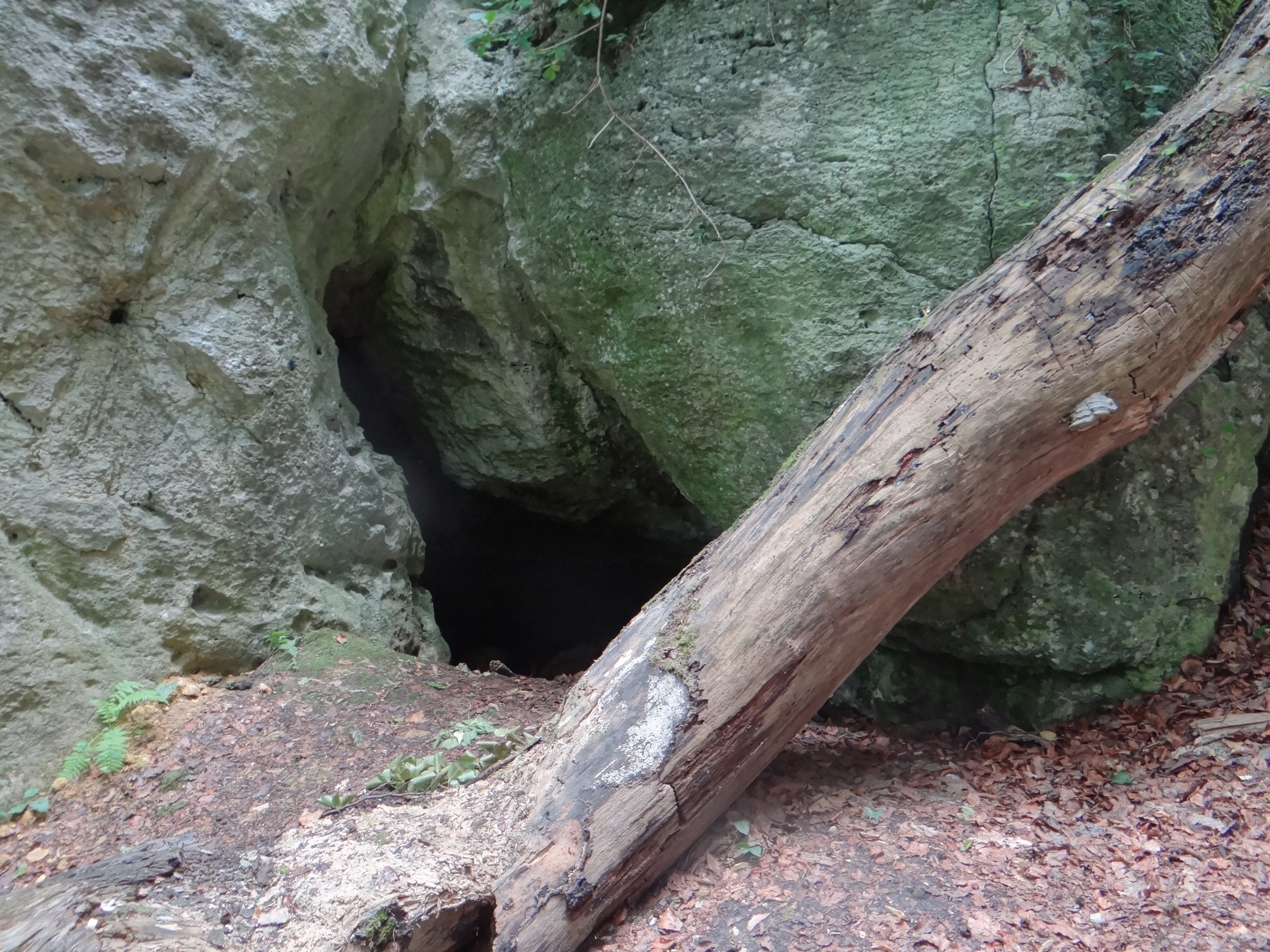
Otwór schroniska
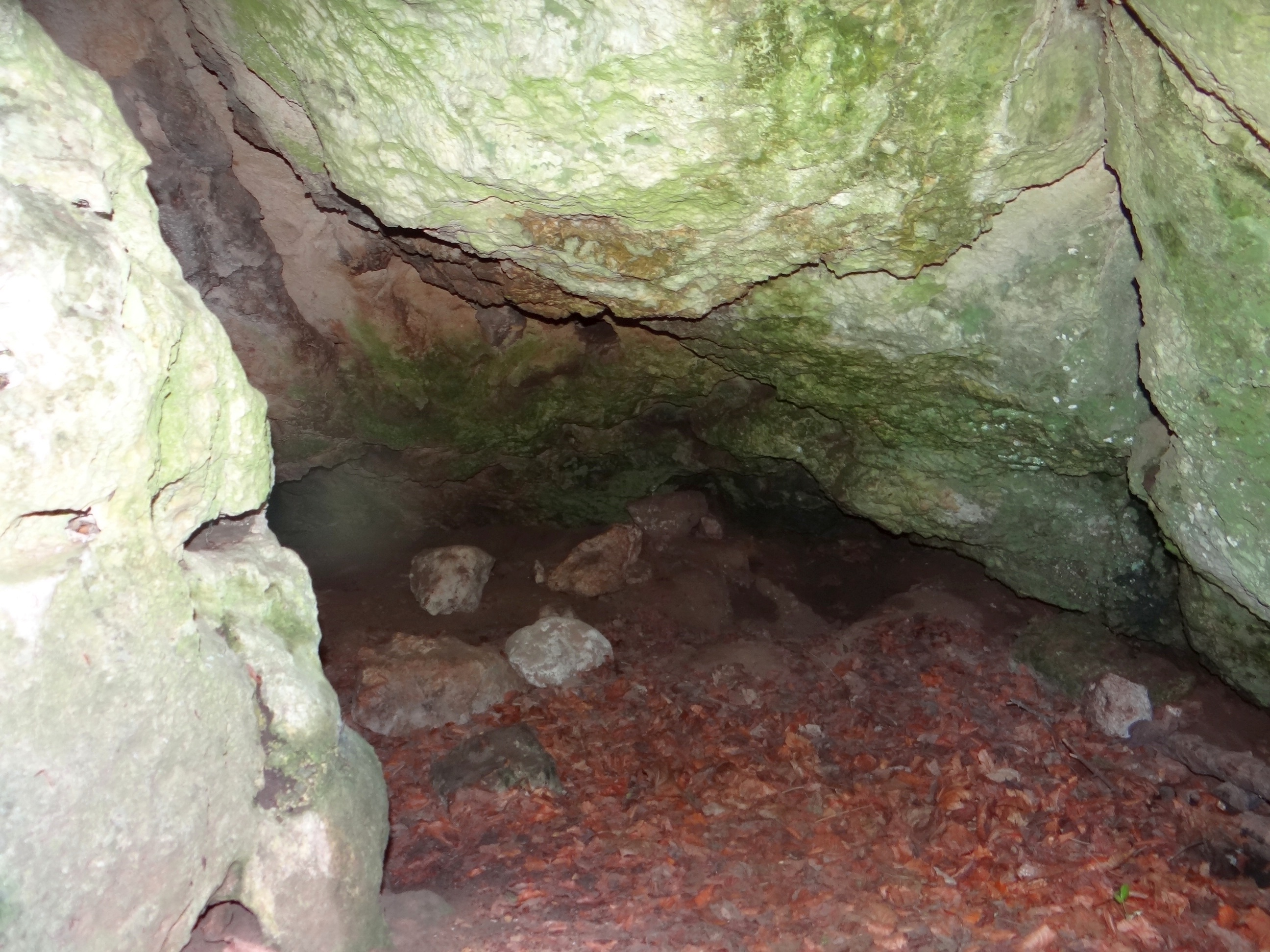
Komora
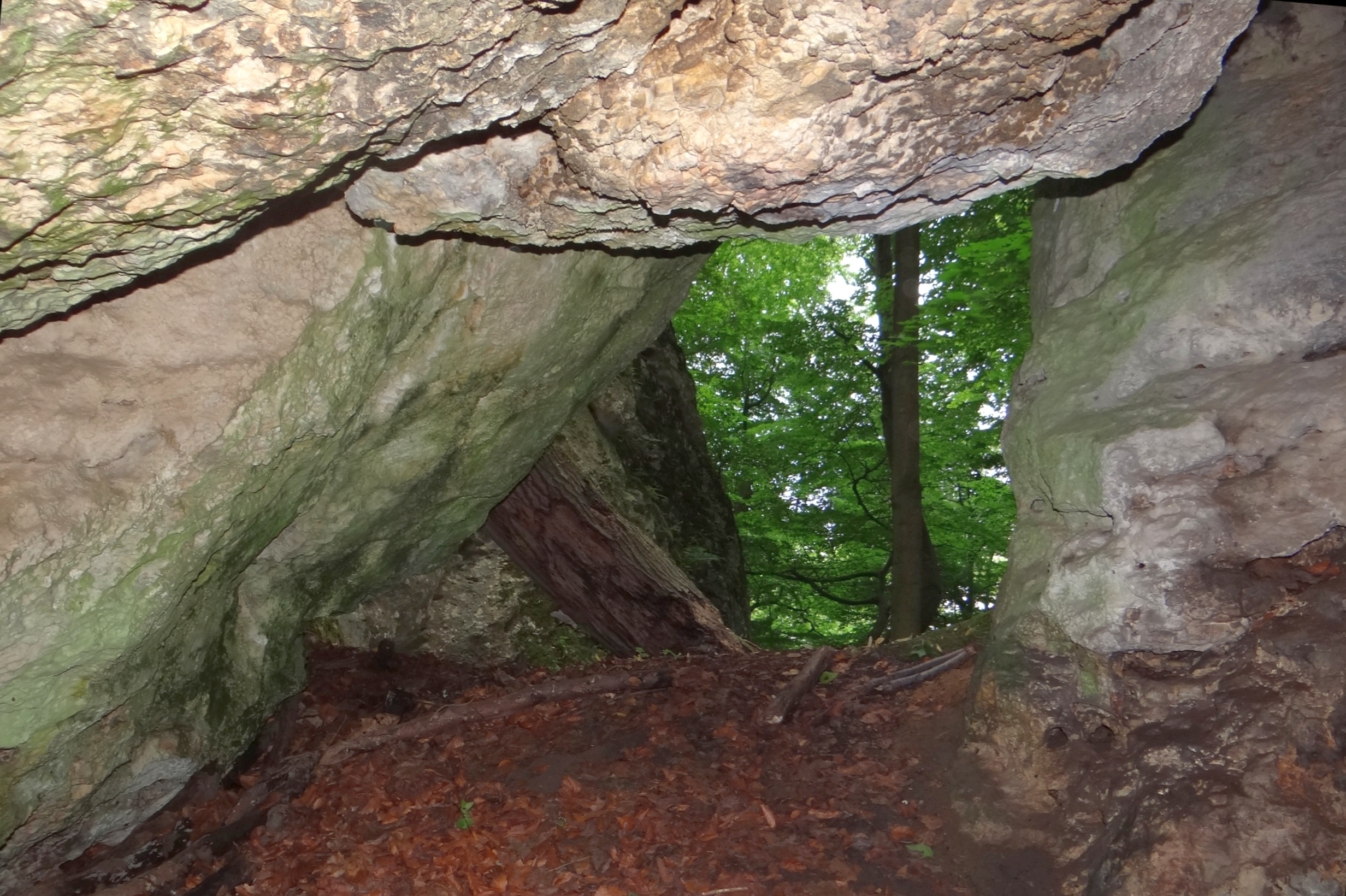
Widok z komory